# Несвиж
Несвиж или Нясвиж (на беларуски: Нясві́ж; на руски: Несвиж; на полски: Nieśwież) е град в Беларус, административен център на Несвижки район, Минска област. Числеността на населението на града към 1 януари 2023 година е 15 907 души.
 

В града се намират известният Несвижски замък от XVI век на благородническия род Радзвили, включен в Списъка на световното културно наследство на ЮНЕСКО, йезуитската църква „Тяло Господне“, кметството от XVI век и редица други архитектурни паметници.
- Община Несвиж
- Несвижки замък
- Герб на входа на Несвижкия замък
- Главен корпус на Несвижкия замък
- Панорама
- Наблюдателна кула на замъка
- Йезуитска църква „Тяло Господне“, от 1603 г.
- Йезуитска църква „Тяло Господне“, от 1603 г.
- Йезуитска църква „Тяло Господне“, от 1603 г.
- Слуцката порта – порта на входа на град Несвиж, идвайки откъм град Слуцк, XVI век
- Дом на занаята

## История
Селището е упоменато за пръв път през 1223 година.